# Another
Another (jap. アナザー Anazā) – japońska powieść z gatunku horror autorstwa Yukito Ayatsuji, wydana 29 października 2009 przez Kadokawa Shoten. Historia skupia się na chłopaku o imieniu Kōichi Sakakibara, który przenosząc się do gimnazjum północnego w Yomiyamie spotyka Mei Misaki, której wydaje się nikt nie zauważać. Wkrótce odkrywa, że na jego klasie ciąży klątwa, której ofiary giną przypadkową i bezsensowną śmiercią. Ten sam autor napisał także sequel powieści, zatytułowany Another: Episode S (jap. Another エピソード S).
Na podstawie powieści powstała manga autorstwa Hiro Kiyohary, która była wydawana od maja 2010 roku do stycznia 2012 roku w czasopiśmie Young Ace wydawnictwa Kadokawa Shoten. Powstało także 12 odcinkowe anime, wyprodukowane przez P.A. Works, które emitowane było w Japonii od 10 stycznia do 27 marca 2012 roku. Dodatkowo 26 maja 2012 roku został wydany także odcinek OVA, który stanowi prolog historii. Powstał również film live action, który miał swoją premierę 4 sierpnia 2012 roku.
W Polsce prawa do dystrybucji powieści nabyło wydawnictwo Waneko, natomiast manga została wydana nakładem wydawnictwa Japonica Polonica Fantastica.

## Fabuła
W 1972 roku Misaki, uczeń klasy 3-3 gimnazjum północnego w Yomiyamie, ginie w wypadku w ciągu roku szkolnego. Klasa, bardzo zasmucona jego nagłą śmiercią, postanawia razem z nauczycielami zachowywać się jakby Misaki wciąż żył, co na koniec roku prowadzi do tego, że Misaki pojawia się na wspólnym zdjęciu wykonanym na koniec roku. Wiosną 1998 roku, 15-letni Kōichi Sakakibara przenosi się do klasy 3-3 w tym gimnazjum, gdzie spotyka Mei Misaki, której wydaje się nikt nie zauważać. Wkrótce odkrywa, że na jego klasie ciąży klątwa, której ofiary (zarówno uczniowie jak i ich krewni) giną przypadkową i bezsensowną śmiercią. Odkrywając, że te dziwne przypadki śmierci są powiązane w jakiś sposób z Misakim z 1972 roku, Kōichi razem z Mei próbuje znaleźć przyczynę i rozwiązanie klątwy, zanim ta ich zabije.

## Bohaterowie

### Główni
- Kōichi Sakakibara (jap. 榊原 恒一 Sakakibara Kōichi) – 15-latek, który przenosi się do klasy 3-3 z Tokio w 1998 roku, ale jeszcze przed początkiem roku szkolnego jest hospitalizowany z powodu odmy opłucnowej i przychodzi na zajęcia z kilkudniowym opóźnieniem. Kōichi mieszka ze swoimi dziadkami oraz ciotką Reiko, podczas gdy jego ojciec prowadzi badania w Indiach. Wkrótce zaprzyjaźnia się z Mei Misaki, pomimo ostrzeżeń ze strony innych uczniów. Stara się odkryć prawdę kryjącą się za klątwą.

Seiyū: Atsushi Abe , live action: Kento Yamazaki
- Mei Misaki (jap. 見崎 鳴 Misaki Mei) – dziewczyna nosząca białą opaskę na lewym oku. Kōichi spotyka ją po raz pierwszy w szpitalu, gdy zanosi lalkę do kostnicy. W szkole jest całkowicie ignorowana przez uczniów i siedzi w obdrapanej starej ławce z tyłu klasy. Gdy Koichi próbuje podjąć z nią rozmowę, ta ostrzega go, by tego nie robił, ona również nie unika z nim kontaktu. Wówczas także i on zaczyna być ignorowany przez klasę. Wyjawia Kōichiemu, że jej lewe oko jest sztuczne.

Seiyū: Natsumi Takamori , live action: Ai Hashimoto

### Krewni Kōichi'ego
- Yōsuke Sakakibara (jap. 榊原 陽介 Sakakibara Yōsuke) – ojciec Kōichi'ego, który wykłada na uniwersytecie i prowadzi badania w Indiach. Regularnie dzwoni do syna, by z nim porozmawiać.

Seiyū: Takurō Kitagawa 
- Ritsuko Sakakibara (jap. 榊原 理津子 Sakakibara Ritsuko) – matka Kōichi'ego, która zmarła krótko po jego porodzie. Była uczennicą klasy  3-3 w 1972 roku i była koleżanką Misaki'ego. Zostaje wyjawione, że w roku jej śmierci w klasie 3-3 uczyła się jej młodsza siostra Reiko, w związku z tym zaliczana jest w poczet ofiar klątwy.

- Reiko Mikami (jap. 三神 怜子 Mikami Reiko) – ciotka Kōichi'ego i młodsza siostra Ritsuko. Mieszka razem z Kōichim i swoimi rodzicami. Gdy wraca do domu zwykle jest bardzo zmęczona pracą. 15 lat wcześniej również chodziła do klasy 3-3. Później zostaje wyjawione, że Reiko pracuje jako asystentka wychowawcy klasy 3-3.

Seiyū: Naoko Sakakibara (Reiko), Misayo Miyamaki (panna Mikami) , live action: Ai Kato

### Krewni Mei
- Kirika (jap. 霧果) – artystka i właścicielka sklepu z lalkami i muzeum lalek. Jest adopcyjną matką Mei. Tak naprawdę nazywa się Yukiyo Misaki (jap. 見崎 ユキヨ Misaki Yukiyo).

Seiyū: Hitomi Harada 
- Misaki Fujioka (jap. 藤岡 未咲 Fujioka Misaki) – „druga połowa” Mei i jej kuzynka; To jej Mei dostarczyła prezent w szpitalu, gdy po raz pierwszy spotyka Kōichiego. W rzeczywistości Misaki była siostrą bliźniaczką Mei, ale były wychowywane osobno. Misaki zmarła na białaczkę w kwietniu.

Seiyū: Hiromi Igarashi 
- Amane (jap. 天根) – recepcjonistka w sklepie z lalkami. Ciocia-babcia Mei.

Seiyū: Sayuri Sadaoka 

### Uczniowie klasy 3-3
- Tomohiko Kazami (jap. 風見 智彦 Kazami Tomohiko) – jeden z trójki klasowej, prymus klasy. Przyjaciel Teshigawary.

Seiyū: Mitsuhiro Ichiki , live action: Takashi Waka
- Yukari Sakuragi (jap. 桜木 ゆかり Sakuragi Yukari) – jedna z trójki klasowej. W maju jej matka ginie w wypadku samochodowym, a ona sama ginie nabijając się na parasolkę po upadku ze schodów.

Seiyū: Ai Nonaka , live action: Maya Okano
- Naoya Teshigawara (jap. 敕使河原直哉 Teshigawara Naoya) – zaprzyjaźnia się z Kōichim, którego nazywa „Sakaki”. Wielbiciel sportu, był wyznaczony do wyjaśnienia zasad działania klątwy, ale ma z tym poważne problemy.

Seiyū: Tomoaki Maeno , live action: Kiyotaka Uji
- Yūya Mochizuki (jap. 望月 優矢 Mochizuki Yūya) – członek kółka plastycznego. Dobry przyjaciel Kōichiego oraz Teshigawary.

Seiyū: Kazutomi Yamamoto , live action: Kai Inowaki
- Izumi Akazawa (jap. 赤沢 泉美 Akazawa Izumi) – zastępuje na stanowisku Yukari po jej śmierci. Czuje ogromną niechęć do Mei i Koichiego za złamanie ustalonych zasad postępowania w zapobieganiu efektom klątwy.

Seiyū: Madoka Yonezawa , live action: Mika Akizuki
- Ikuo Takabayashi (jap. 高林郁夫 Takabayashi Ikuo) – uczeń o słabym sercu, w związku z czym rzadko przychodzi na zajęcia. W czerwcu umiera na zawał serca.

Seiyū: Shou Takano 

### Grono pedagogiczne
- Shōji Kubodera (jap. 久保寺紹二 Kubodera Shōji) – wychowawca klasy 3-3. W lipcu nie wytrzymuje presji związanej z klątwą i zabija swoją matkę, a nazajutrz popełnia samobójstwo na oczach uczniów.

Seiyū: Kōzō Mito 
- Tatsuji Chibiki (jap. 千曳 辰治 Chibiki Tatsuji) – szkolny bibliotekarz. Był wychowawcą klasy 3-3 w 1972 roku. Po paru latach zrezygnował z tej funkcji, lecz tworzy archiwum wydarzeń związanych z klątwą. Dzieli się wiadomościami z Kōichim i Mei.

Seiyū: Hiroaki Hirata , live action: Yoshihiko Hakamaka

### Inni
- Misaki Yomiyama (jap. 夜見山 岬 Yomiyama Misaki) – uczeń klasy 3-3 w 1972 roku. Był niezmiernie popularnym i powszechnie lubianym uczniem. Zginął w pożarze domu razem ze swoim bratem i rodzicami. Jego koledzy i koleżanki z klasy nie potrafili zaakceptować jego śmierci, więc zachowywali się, jakby Misaki wciąż żył, co doprowadziło do tego, że pojawia się na zdjęciu klasowym zrobionym na koniec roku.

- Sanae Mizuno (jap. 水野 沙苗 Mizuno Sanae) – pielęgniarka w szpitalu Yūmigaoka, która zaprzyjaźnia się z Koichim. Jej młodszy brat Takeru również uczęszcza do klasy 3-3. Próbuje pomóc Kōichiemu w rozwiązaniu zagadki pochodzenia i działania klątwy. W czerwcu ginie w windzie.

Seiyū: Seiko Yoshida , Hiroko Sato (live-action)
- Katsumi Matsunaga (jap. 松永 克己 Matsunaga Katsumi) – uczeń klasy 3-3 w 1983 roku i kolega Reiko. W czasie wycieczki szkolnej przypadkowo zabja swojego kolegę z klasy, jednak wkrótce odkrywa, że nikt z pozostałych osób z klasy tej osoby nie pamięta. Zdaje sobie sprawę, że zabił „osobę, której nie było”, co stanowi jedyny przypadek, gdy klątwa została zatrzymana w połowie roku. Nagrał swoją relację na kasetę i ukrył w szkole, tak by mogły znaleźć ją kolejne roczniki.

Seiyū: Shinya Takahashi 
- Mineko Numata (jap. 沼田 峯子 Numata Mineko) – babcia Ikuo Takabayashi'ego. Sympatyczna i otwarta osoba, która jednak po śmierci Ikuo staje się seryjnym mordercą. Zabija Manabu Maejimę, Izumi Akazawę, Takako Sugiurę, Junta Nakao'ę, Shigeki Yonemurę oraz swojego męża Kensaku. Następnie popełnia samobójstwo odgryzając sobie język.

Seiyū: Rie Takahashi 

## Powieści
Another pierwotnie było powieścią napisaną przez Yukito Ayatsuji. Powieść była wydawana rozdziałami w czasopiśmie Yasai Jidai wydawnictwa Kadokawa Shoten w nieregularnych odstępach od sierpnia 2006 do maja 2009 roku. Rozdziały zebrano później w formie tankōbonu i wydano 29 października 2009 roku. Dwa lata później, 25 listopada 2011 roku wydano powieść ponownie, tym razem w rozmiarze kieszonkowym, dzieląc powieść na dwa tomy. Kolejne kieszonkowe wydanie dwutomowe, które wydano 29 lutego 2012 roku, zawierało dodatkowo ilustracje wykonane przez Noizi Ito. 29 listopada 2023 wydanie powieści w Polsce zapowiedziało wydawnictwo Waneko, premiera odbyła się zaś 29 lutego 2024.
Ten sam autor napisał również spin-off powieści, zatytułowany Another: Episode S (jap. Another エピソード S), który został wydany 31 lipca 2013 roku.
Sequel, zatytułowany Another 2001, ukazywał się w magazynie Yasei Jidai od 11 października 2014 do 11 stycznia 2020. Został zebrany w jednym tomie, wydanym 30 września 2020.

## Manga
Adaptacja powieści w formie mangi została zilustrowana przez Hiro Kiyoharę i była wydawana od maja 2010 roku do stycznia 2012 roku w czasopiśmie Young Ace wydawnictwa Kadokawa Shoten. Rozdziały zostały później zebrane w cztery tankōbony i opublikowane pomiędzy 30 września 2010 roku, a 27 grudnia 2011 roku. 
W Polsce manga ta została wydana nakładem wydawnictwa Japonica Polonica Fantastica.
| Nr | Język japoński   | Język japoński         | Język polski  | Język polski            |
| Nr | Data wydania     | ISBN                   | Data wydania  | ISBN                    |
| -- | ---------------- | ---------------------- | ------------- | ----------------------- |
| 1  | 30 września 2010 | ISBN 978-4-04-715534-3 | sierpień 2013 | ISBN 978-83-7471-314-6  |
| 2  | 2 marca 2011     | ISBN 978-4-04-715628-9 | listopad 2013 | ISBN 978-83-7471-315-3  |
| 3  | 1 września 2011  | ISBN 978-4-04-715772-9 | luty 2014     | ISBN 978-83-747-13-16-0 |
| 4  | 27 grudnia 2011  | ISBN 978-4-04-120044-5 | czerwiec 2014 | ISBN 978-83-7471-317-7  |

### 0-kan
Rozdział „0”, który stanowi prolog serii, wydano razem w zestawie z animowaną wersją tego rozdziału. Rozdziału tego nie wydano w Polsce.
| Nr | Język japoński | Język japoński         | Język polski | Język polski |
| Nr | Data wydania   | ISBN                   | Data wydania | ISBN         |
| -- | -------------- | ---------------------- | ------------ | ------------ |
| 0  | 26 maja 2012   | ISBN 978-4-04-900816-6 | —            |              |

## Anime
12-odcinkowe anime, będące adaptacją powieści zostało wyprodukowane przez P.A. Works i wyreżyserowane przez Tsutomu Mizushimę. Scenariusz napisał Ryō Higaki, za zaadaptowanie oryginalnych projektów postaci Noizi Ito  na potrzeby animacji odpowiedzialna była Yuriko Ishii. Czołówką anime jest „Kyōmu densen” (jap. 凶夢伝染), którego autorem jest zespół Ali Project. Endingiem jest „Anamnesis”, wykonywane przez Annabel. Anime było emitowane w Japonii od 10 stycznia do 27 marca 2012 roku. 
OVA „0”, która stanowi prolog serii, wydano razem w zestawie z rozdziałem „0” mangi, w dniu 26 maja 2012 roku.

### Lista odcinków
| N/o     | Tytuł           | Premiera         |
| ------- | --------------- | ---------------- |
| 1       | Sobyō (素描)    | 10 stycznia 2012 |
| 2       | Omowaku (思惑)  | 17 stycznia 2012 |
| 3       | Honegumi (骨組) | 24 stycznia 2012 |
| 4       | Rinkaku (輪郭)  | 31 stycznia 2012 |
| 5       | Kakusan (拡散)  | 7 lutego 2012    |
| 6       | Futari (二人)   | 14 lutego 2012   |
| 7       | Henchō (変調)   | 21 lutego 2012   |
| 8       | Konpeki (紺碧)  | 28 lutego 2012   |
| 9       | Rensa (連鎖)    | 6 marca 2012     |
| 10      | Shikkoku (漆黒) | 13 marca 2012    |
| 11      | Sangeki (惨劇)  | 20 marca 2012    |
| 12      | Shisha (死者)   | 27 marca 2012    |
| 0 (OVA) | Inga (因果)     | 26 maja 2012     |

## Film live action
Adaptacja z udziałem aktorów została wyreżyserowana przez Takeshi'ego Furusawę i wyprodukowane przez Kadokawa Pictures. Film miał swoją premierę w japońskich kinach 4 sierpnia 2012 roku. Motywem przewodnim filmu jest piosenka „Rakuen” (jap. 楽園) wykonywana przez Miliyah Kato. Główne role odgrywają Kento Yamazaki (Kōichi Sakakibara) oraz Ai Hashimoto (Mei Misaki).